# Osorkon II
Usermaatre Setepenamun Osorkon II var den femte faraonen av Egyptens 22:a dynasti.  Han regerade Egypten från cirka 872 till 837 f.Kr. från Tanis. Han var son till farao Takelot I och drottning Kapes.